# Clemens VIII (motpåve)
Clemens VIII, Gil Sanchez Muñoz y Carbón, född 1369 i Teruel, Aragoniska kronan, död 28 december 1446 på Mallorca, var motpåve i Avignon från den 10 juni 1423 till den 26 juli 1429.
Han var kanik i Barcelona, då han efter motpåven Benedictus XIII:s död av tre kardinaler valdes till påve. Som sådan erkändes han av Alfons V av Aragonien, men drog sig tillbaka den 26 juli 1429, då han blev biskop av Mallorca.